# Hunt Sales
Hunt Sales (2 marzo 1954) è un batterista statunitense, che ha suonato con Todd Rundgren, Iggy Pop e Tin Machine con David Bowie. Ha lavorato spesso con suo fratello Tony Sales, che è un bassista.

## Carriera
Il primo gruppo di Hunt Sales era formato da lui stesso e dal fratello Tony in Tony and the Tigers. Apparvero in Hullabaloo nel 1966 e anche nello spettacolo di danza locale di Detroit / Windsor Swingin' Time con Robin Seymour.
nel 1970 si unì a suo fratello Tony insieme a Todd Rundgren nelle registrazioni per i suoi album Runt e Runt: The Ballad of Todd Rundgren. Nel 1973 Hunt e Tony si unirono nuovamente a Rundgren per formare gli "Utopia" Mark I. Il tour durò due settimane e fu cancellato a causa di problemi tecnici.
Nel 1976, ha suonato la batteria con il power trio hard rock Paris, formato da Bob Welch, un chitarrista e cantautore ex membro dei Fleetwood Mac. Questo trio (che includeva l'ex bassista dei Jethro Tull Glenn Cornick ) ebbe vita breve, pubblicando solamente due album per la Capitol Records. Hunt ha anche suonato e cantato come cori nel secondo album dei Paris, Big Towne, 2061.
Nel 1977, insieme a suo fratello Tony, Hunt suonò nell'album di Iggy Pop Lust for Life. I ricordi di David Bowie sul contributo dei fratelli Sales alla registrazione lo portarono a invitare la coppia a unirsi ai Tin Machine alla fine degli anni '80.
- 1992 Dr. Giggles (sceneggiatore: "Stateside")
- 1989 Schiavi di New York ("Fall in Love With Me")
- 1988 Tapeheads (sceneggiatore: "Now That You're Gone")
- 1987 American Ninja 2: The Confrontation (produttore: "Tell About Mary")
- 1991 The Linguini Incident (con David Bowie e Iman), batterista
- 1990 Tales from the Crypt (serie TV) - For Cryin' Out Loud, batterista
- 1966 I've Got a Secret (serie TV) nei panni di se stesso

Negli anni 2000, Sales si trasferisce ad Austin, in Texas, dove produce e svolge diverse sessioni di registrazione e lavoro. Successivamente entra a far parte di una band guidata da Charlie Sexton, che partecipa come parte del collettivo musicale dei Los Super Seven a Heard It on the X (2005).
Hunt Sales pubblica un album solista nel 2019.

## Vita privata
Hunt Sales è il figlio del comico televisivo Soupy Sales. Ha due figlie: Cali Sales, nata nel 1990, e Sugar Sales, nata nel 2007.

## Discografia

### Con Todd Rundgren
- Runt (1970)
- Runt: The Ballad of Todd Rundgren (1971)
- '' Something/Anything? '' (1972)

### Con i Paris
- Big Towne, 2061 (1976)

### Con Iggy Pop
- Kill City (registrato nel 1975, pubblicato nel 1977) [su cui suona su 2 tracce]
- Lust for Life (1977)
- TV Eye Live 1977 (1978)

### Con i Tender Fury
- Garden of Evil (1990)

### Con i Tin Machine
- Tin Machine (1989)
- Tin Machine II (1991)
- Tin Machine Live: Oy Vey, Baby (1992)

### Altro
- Heard It on the X, come parte di Los Super Seven ( Telarc, 2005)

### Come solista
- Get Your Shit Together, come Hunt Sales Memorial (2019)